# Johannes Swint
Johannes Franciscus Swint (Groningen, 9 januari 1895 - aldaar, 1 januari 1944) was een Gronings verzekeringsagent en raadslid van de gemeente Groningen voor de Communistische Partij.
Tijdens de oorlog was hij actief binnen het communistische verzet. Hij hield zich voornamelijk bezig met hulp aan onderduikers en het verspreiden van de illegale communistische krant Het Noorderlicht. Ook was hij in februari 1941 betrokken bij een oproep tot staking in verband met de anti-joodse maatregelen. Swint verstrekte ook geld en levensmiddelen aan onderduikers en hij was tussenpersoon bij het verstrekken van valse persoonsbewijzen en hij verspreidde het illegale blad Verzet, dat in 1943 na de April-meistakingen tweewekelijks uitkwam.
Omstreeks half-één in de nacht van 31 december 1943 en 1 januari 1944 werd er aangebeld bij Swints woning aan de Klaprooslaan in de Groningse Oosterparkwijk. Swint en zijn vrouw lagen al in bed. Drie collaborateurs stonden voor zijn deur en bevalen hem mee te lopen. Swint werd door Stienus Bertus van Wijnen met drie kogels doodgeschoten aan het Linnaeusplein en stierf ter plekke. De reden van zijn standrechtelijke executie was de aanslag op Anne Jannes Elsinga, chef van de bijzondere recherche die de SD hielp. Al na enkele uren was er in het kader van Aktion Silbertanne een lijst gemaakt met 10 namen, waaronder ook die van Johannes Swint. Johannes Swints lichaam werd op 6 januari 1944 in alle stilte gecremeerd bij crematorium Westerveld.
Speeltuinvereniging Oosterpark, waar Swint voorzitter van was, heeft vlak na de bevrijding een monument met een plaquette met zijn beeltenis opgericht. Bij het Gronings AudioVisueel Archief is een filmpje te vinden over de onthulling van het monument in 1945. De plaquette was een tijdje te vinden in het gebouw van de speeltuinvereniging aan de Resedastraat in Groningen, maar is sinds 19 april 2020 teruggeplaatst op het Linnaeusplein.